# ماتیا رولاندو
ماتیا رولاندو (انگلیسی: Mattia Rolando؛ زادهٔ ۵ نوامبر ۱۹۹۲) بازیکن فوتبال است.
از باشگاه‌هایی که در آن بازی کرده‌است می‌توان به باشگاه فوتبال وارزه اشاره کرد.